# Carmen Tonapac
Carmen Tonapac är en ort i Mexiko.   Den ligger i kommunen Chapultenango och delstaten Chiapas, i den sydöstra delen av landet, 700 km öster om huvudstaden Mexico City. Carmen Tonapac ligger 654 meter över havet och antalet invånare är 313.
Terrängen runt Carmen Tonapac är kuperad åt nordväst, men åt sydost är den bergig. Runt Carmen Tonapac är det ganska tätbefolkat, med 80 invånare per kvadratkilometer. Närmaste större samhälle är Ocotepec, 9,3 km söder om Carmen Tonapac. I omgivningarna runt Carmen Tonapac växer i huvudsak städsegrön lövskog.